# Allison Brock
Pour les articles homonymes, voir Brock.
Allison M. Brock est une cavalière américaine née le 7 décembre 1979. Elle a remporté avec Kasey Perry-Glass, Steffen Peters et Laura Graves, en montant le cheval Rosevelt, la médaille de bronze du dressage par équipes aux Jeux olympiques d'été de 2016 à Rio de Janeiro.